# ساتوشی سوزوکی
ساتوشی سوزوکی (انگلیسی: Satoshi Suzuki؛ زادهٔ) فیلم‌نامه‌نویس اهل ژاپن است.